# サブユニット
構造生物学におけるサブユニット（英: subunit）は、他のタンパク質と会合して多量体タンパク質やオリゴマータンパク質を形成する単一のタンパク質分子のことを指す。日本語では、亜単位、亜粒子などと訳される。
自然界に存在する多くのタンパク質や酵素は多量体であり、主要な例としてヘモグロビンやイオンチャネル、DNAポリメラーゼ、ヌクレオソーム、微小管などがある。多量体タンパク質の各サブユニットは、お互いに全く同一であったり、相同的であったり、全く異なる個々が全く異なる仕事を担ったりする。ある種のタンパク質会合体では、片方のサブユニットを「調節サブユニット」と呼び、もう片方のサブユニットを「触媒サブユニット」と呼ぶ。調節サブユニットと触媒サブユニットがお互いに会合形成した酵素は、多くの場合、ホロ酵素と呼ばれる。1個のサブユニットは1本のポリペプチド鎖から成る。1本のポリペプチド鎖は1本の遺伝子によってコードされている。つまり、任意のタンパク質を生成するためには、必ずそのタンパク質を構成する各サブユニットをコードする1本の遺伝子が存在しなければならない。
サブユニットの名前にはギリシャ文字やローマ字が用いられることが多く、各種のサブユニットの個数は下付き文字で表示される。例えば、1分子のATPシンターゼはαと呼ばれるサブユニットを3個持っているので、α3と表示される。サブユニットの上位区分も、α3β3-六量体として具体的に記述できる。